# جزبل شبدیز
جزبل شبدیز (نام علمی: Delias berinda) گونه‌ای پروانه است که در تیره کاهی‌بالان و سرده هاشوربالان قرار دارد.

## ظاهر
- رنگ: زرد و سفید
- جثه: میانه

## زیستگاه
- هند